# Peckia pexata
Peckia pexata är en tvåvingeart som först beskrevs av Wulp 1895.  Peckia pexata ingår i släktet Peckia och familjen köttflugor. Inga underarter finns listade i Catalogue of Life.